# Los compañeros
Los compañeros (¡Vamos a matar, compañeros! en su título original) es una película hispano-italo-alemana del año 1970, dirigida por el cineasta Sergio Corbucci, y que está protagonizada por Franco Nero y Tomás Milián. Es un spaghetti western con tintes cómicos, el cual está ambientado en la Revolución mexicana.

## Argumento
En México, durante la Revolución mexicana, el traficante de armas sueco Yodlaf Peterson (Franco Nero) se alía con el general Mongo (José Bódalo) para liberar a Xantos (Fernando Rey), un profesor revolucionario. Pero lo que de verdad quiere el mercenario es un botín del que sólo el profesor conoce su verdadero paradero.

## Reparto
- Franco Nero: Yodlaf Peterson
- Tomás Milián: 'El Vasco'
- Jack Palance: John "mano madera"
- Fernando Rey: Profesor Xantos
- Iris Berben: Lola
- José Bódalo: General Mongo
- Eduardo Fajardo: Coronel
- Karin Schubert: Zaira
- Gino Pernice: Tourneur